# وزارت محیط زیست (نیوزیلند)
وزارت محیط زیست (انگلیسی: Ministry for the Environment) بخش خدمات عمومی نیوزیلند است که وظیفه دارد علاوه بر قوانین و استانداردهای زیست‌محیطی مربوط به آن، در مورد سیاست‌ها و مسائلی که بر محیط زیست تأثیر می‌گذارند به دولت نیوزلند مشاوره بدهد. قانون محیط زیست ۱۹۸۶ اساسنامه‌ای است که این وزارتخانه را تأسیس و تعریف می‌کند.